# 弗拉热莱索克索讷
弗拉热莱索克索讷（法語：Flagey-lès-Auxonne，法語發音：[flaʒɛ lɛ.z‿oksɔn]，意为“欧克索讷附近的弗拉热”）是法国科多尔省的一个市镇，属于第戎区。

## 地理
弗拉热莱索克索讷（47°8'48"N, 5°23'22"E）面积7.91 平方千米，位于法国勃艮第-弗朗什-孔泰大區科多尔省，该省份为法国中东部省份，北起奥布省，西接涅夫勒省和约讷省，南至索恩-卢瓦尔省，东南接汝拉省，东临上索恩省，东北部与上马恩省接壤。
与弗拉热莱索克索讷接壤的市镇（或旧市镇、城区）包括：拉贝热芒-莱索克索讷、圣塞纳昂巴什、维莱罗坦、比耶、莱马伊、尚旺、桑庞。

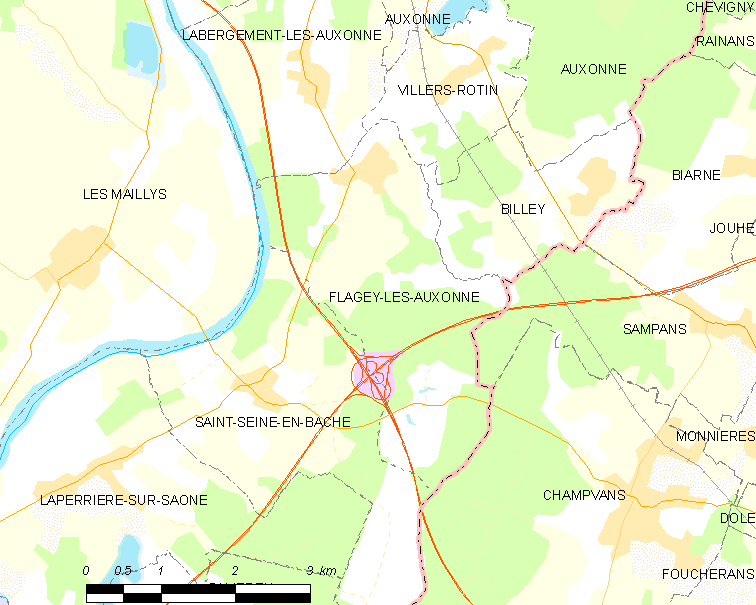
弗拉热莱索克索讷的OSM定位图

弗拉热莱索克索讷的时区为UTC+01:00、UTC+02:00（夏令时）。

## 行政
弗拉热莱索克索讷的邮政编码为21130，INSEE市镇编码为21268。

## 政治
弗拉热莱索克索讷所属的省级选区为欧克索讷县。

## 人口

1962-2008年间弗拉热莱索克索讷人口变化图示

弗拉热莱索克索讷于2022年1月1日时的人口数量为206人。